# 플리즈 라이크 미
《플리즈 라이크 미》(영어: Please Like Me)는 2013년부터 2016년까지 방영된 오스트레일리아의 드라마이다.